# Halalaimus longicaudatus
Halalaimus longicaudatus är en marint levande rundmask som beskrevs 1927 av Nikolai Nikolaievich Filipjev. Arten ingår i släktet Halalaimus och familjen Oxystominidae. Inga underarter finns listade i Catalogue of Life. Arten är reproducerande i Sverige.